# 秋元正雄
秋元 正雄（あきもと まさお、1911年11月7日 - 1996年9月24日）は、日本の実業家。佐藤商事株式会社・代表取締役社長、会長。学校法人羽黒学園理事長。栄典・称号は、従五位・勲四等瑞宝章・紺綬褒章・羽黒町名誉町民（現・鶴岡市名誉市民）。 

## 略歴
- 1911年（明治44年） - 山形県東田川郡手向村（後の羽黒町、現・鶴岡市）に生まれる。
- 1926年（大正15年） - 大東尋常高等小学校を卒業し上京。合資会社三国商店（現・株式会社ミクニ）に就職する。
  - 中央商業学校（現・中央学院大学中央高等学校）を経て明治大学法学部を卒業する。
- 1934年（昭和9年） - 佐藤ハガネ商店（現・佐藤商事（株））に就職する。
- 1949年（昭和24年） - 同社専務取締役に就任する。
- 1953年（昭和28年） - 同社代表取締役社長に就任する。
- 1956年（昭和31年） - 羽黒町立羽黒第一小学校（現・鶴岡市立羽黒第一小学校）に「修学館」（図書館）を建設する。
- 1962年（昭和37年）6月 - 学校法人羽黒学園（現・羽黒高等学校）を設立し理事長に就任する。
- 1966年（昭和41年） - 紺綬褒章受章。
- 1974年（昭和49年） - 産業教育功労賞受賞。
- 1983年（昭和58年） - 羽黒町名誉町民に推戴される。
- 1989年（平成元年） - 羽黒高等学校に、私費を投じて新体育館を建設する。
- 1996年（平成8年） - 胆嚢癌のため死去、84歳没[1]。従五位勲四等瑞宝章 叙位叙勲。墓所は多磨霊園。